# ألفريد بارينغ غارود
ألفريد بارينغ غارود (بالإنجليزية: Alfred Baring Garrod)‏ هو طبيب إنجليزي وزميل الجمعية الملكية، ولد في إبسوتش في 3 أيار 1819 وتوفي في 28 كانون الأول 1907.
والده اسمه روبرت غارود وأمه سارة غارود (ولدت تحت اسم سارة إنيو). تدرب في البداية في مستشفى إبسوتش ثم انتقل إلى مستشفى الكلية الجامعة حيث حصل لقب دكتور في الطب في عام 1843. ثم عمل مساعدا في مستشفى غرب لندن وطبيبا في مستوصف آلدرسغيت.عين طبيبا في عام 1849 في مستشفى الكلية الجامعة. وفي عام 1863 أصبح أستاذا في موضوع المواد الطبية والعلاجات في مستشفى كلية كينجز. غادر المستشفى في عام 1874 وحصل على لقب زميل الشرف والطبيب المختص في الكلية.
في عام 1848، اكتشف الزيادة غير الطبيعية في حمض اليوريك في دم المرضى المصابين بالنقرس. وكان أول من اقترح استخدام الليثيوم علاجا لهذا المرض. كما اقترح استخدام الليثيوم لعلاج بعض الأمراض العقلية وافترض أن يكون النقرس سببا لبعض اضطرابات المزاج مثل الهوس والاكتئاب. وكان أول من سمي مرض التهاب المفاصل الروماتويدي باسمه.
اختير زميلا للجمعية الملكية في عام 1858.
وفي عام 1860، انتخب رئيسا للجمعية الطبية في لندن. وفي عام 1887 حصل على لقب فارس وصار اسمه السير ألفريد بارينغ غارود. وفي عام 1890، عينته الملكة فيكتوريا طبيبا فوق العادة.
توفي عام 1907 ودفن في مقبرة نيو ساوثغيت في ساوثغيت بميدلسكس.
كان متزوجا من أليزابيث آن كولشيستر وكان لديهما 6 أبناء. من أبرز أبنائه عالم الحيوان ألفرد هنري غارود (1846–1879) والطبيب وأرتشيبالد غارود (1857–1936).